# Andrea Lynchová
Andrea Lynchová (* 24. listopadu 1952) je bývalá britská atletka, sprinterka.
Narodila se na Barbadosu, v mládí se přestěhovala do Velké Británie. Jejím prvním mezinárodním úspěchem byla stříbrná medaile v běhu na 100 metrů na evropském juniorském šampionátu v roce 1970. V roce 1974 nejprve vybojovala stříbrnou medaili v běhu na 60 metrů na halovém mistrovství Evropy, na evropském šampionátu pod širým nebem získala bronzovou medaili v běhu na 100 metrů. Největším úspěchem se pro ni stal titul halové mistryně Evropy v běhu na 60 metrů v roce 1975.